# Nördliche Vorstädte von Potsdam
Die Nördlichen Vorstädte von Potsdam bestehen aus den Stadtteilen Nauener Vorstadt, Jägervorstadt und der Berliner Vorstadt und grenzen zum Teil, nur durch die Havel getrennt, an Berlin an.

## Nauener Vorstadt

### Lage und Struktur
Die Nauener Vorstadt gehörte bereits im 18. Jahrhundert zu Potsdam. Zentrale Verkehrsachse ist die Friedrich-Ebert-Straße. Die Nauener Vorstadt liegt nördlich des Nauener Tors und wird im Westen durch die Jägerallee und im Osten durch den Neuen Garten begrenzt. Im Norden findet die Nauener Vorstadt durch den Pfingstberg und den Jungfernsee ihre natürlichen Grenzen. In diesem Stadtteil befindet sich das Rathaus der Stadt.

### Geschichte und Architektur
Die Nauener Vorstadt zeichnet sich durch eine geschlossene und repräsentative Bebauung aus, die maßgeblich durch freistehende Villen und Mietshäuser geprägt ist. Diese wurden überwiegend im späten 19. Jahrhundert für preußische Offiziere und höhere Staatsbeamte errichtet.
Ein prägender städtebaulicher Bestandteil in dem Quartier ist die Wohnanlage der Wohnungsbaugenossenschaft 1903, die zwischen 1904 und 1936 erbaut wurde. Ursprünglich als Wohnraum für mittlere und kleinere Beamte konzipiert, trägt sie bis heute zur hohen Wohnqualität des Quartiers bei.
Die Estorff-Siedlung in der Nauener Vorstadt Potsdams wurde zwischen 1929 und 1939 von den Architekten Otto von Estorff & Gerhard Winkler im Landhausstil erbaut. Sie umfasst 36 Wohnhäuser und wurde durch die Gartenplanung der Arbeitsgemeinschaft Foerster/Mattern/Hammerbacher ergänzt, die den Außenbereich im Einklang mit dem Stil gestalteten. Das Architekturbüro Estorff & Winkler entwickelten in Zusammenarbeit mit den Landschaftsarchitekten Karl Foerster, Hermann Mattern und Herta Hammerbacher den Bornimer Stil. Kennzeichnend für diesen Baustil ist das harmonische Zusammenspiel von Landhaus und Garten als eine Einheit – der Garten wird nicht als Zusatz, sondern als natürliche Erweiterung des Hauses betrachtet.

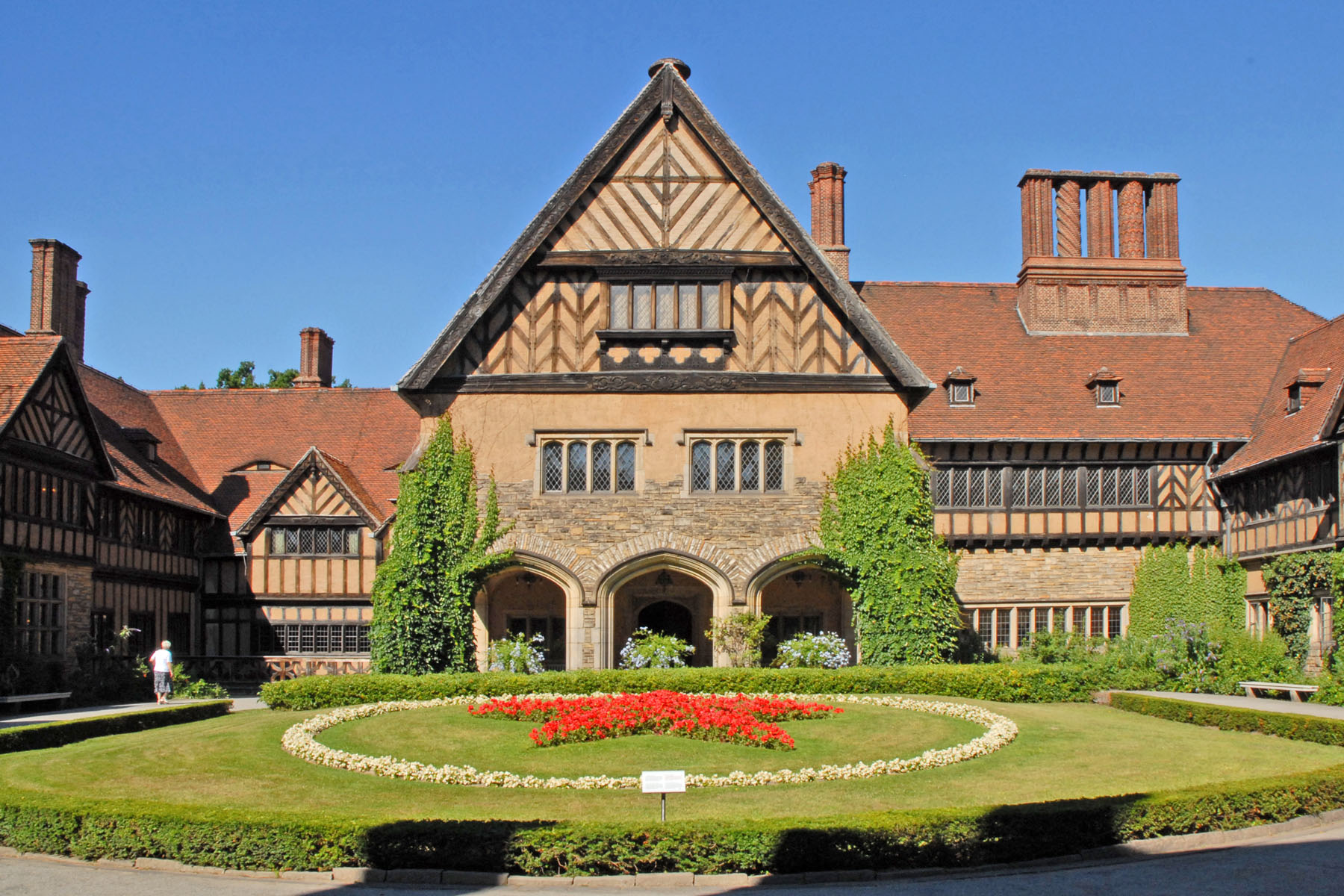
Schloss Cecilienhof Foto 2008

Schloss Cecilienhof im Neuen Garten in Potsdam wurde zwischen 1913 und 1917 im englischen Landhausstil für Kronprinz Wilhelm und seine Gemahlin Cecilie errichtet. Es ist das letzte Schlossbauprojekt der Hohenzollern und umfasst 176 Räume, die sich um fünf Innenhöfe gruppieren. Weltgeschichtliche Bedeutung erlangte das Schloss als Tagungsort der Potsdamer Konferenz im Sommer 1945, bei der die Siegermächte des Zweiten Weltkriegs über die Nachkriegsordnung Europas berieten.
Während der DDR-Zeit waren einige Bauwerke im Quartier nicht öffentlich zugänglich, darunter das Belvedere auf dem Pfingstberg, die Meierei oder die Villa Quandt. Sie befanden sich entweder in der Nähe des Grenzgebiets zu West-Berlin oder innerhalb des sogenannten Militärstädtchens Nr. 7, der europäischen Zentrale der sowjetischen Militärspionageabwehr. Nach der Wiedervereinigung wurden zahlreiche historische Bauwerke der Nauener Vorstadt umfassend restauriert und der Öffentlichkeit wieder zugänglich gemacht, wodurch das Viertel seine kulturelle und architektonische Bedeutung zurückerlangte.
Heute ist das Viertel Wohnort verschiedener prominenter Persönlichkeiten, zum Beispiel die Verlegerwitwe Friede Springer und Mathias Döpfner.

### Sehenswürdigkeiten (Auswahl)

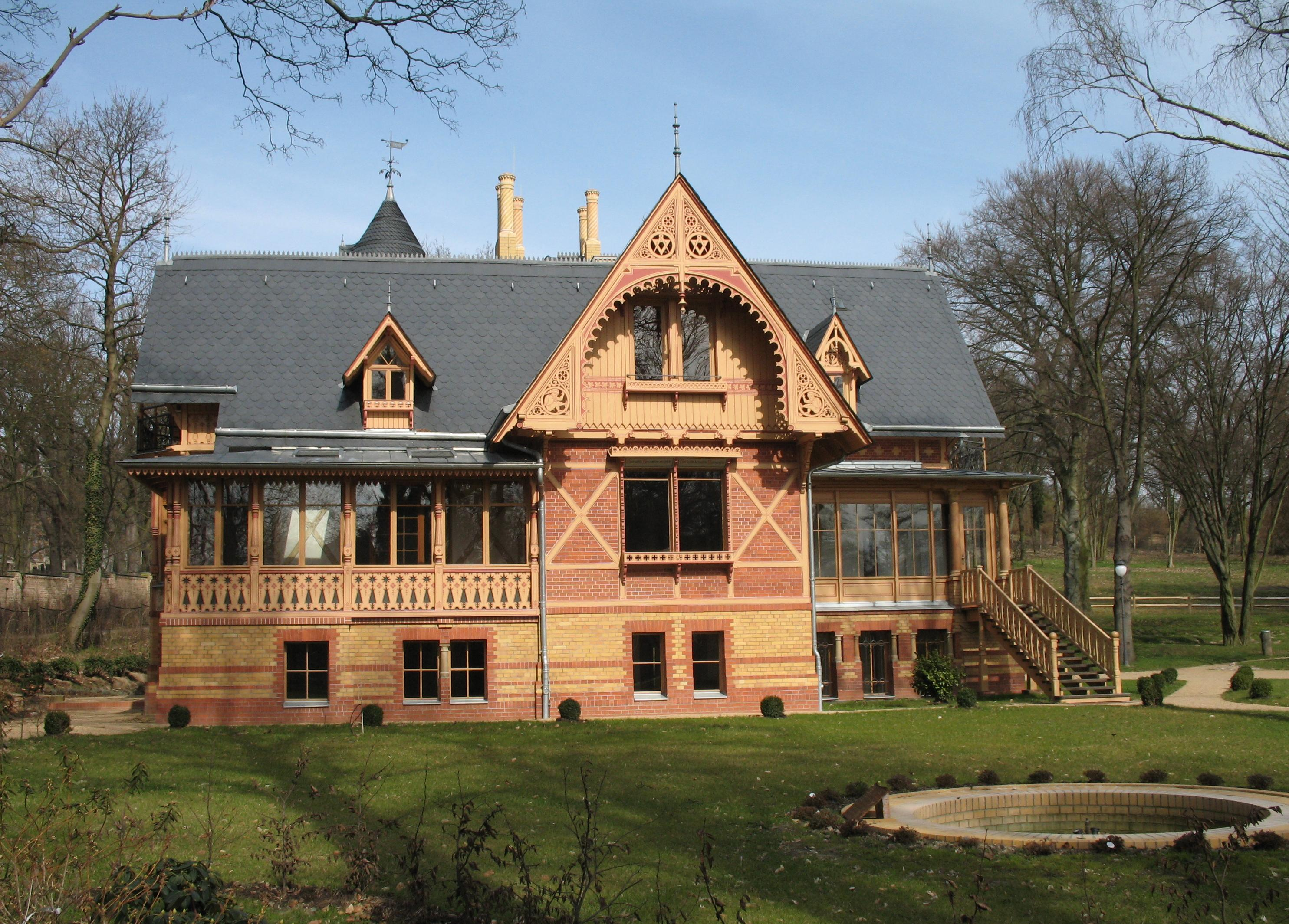
Villa Gericke
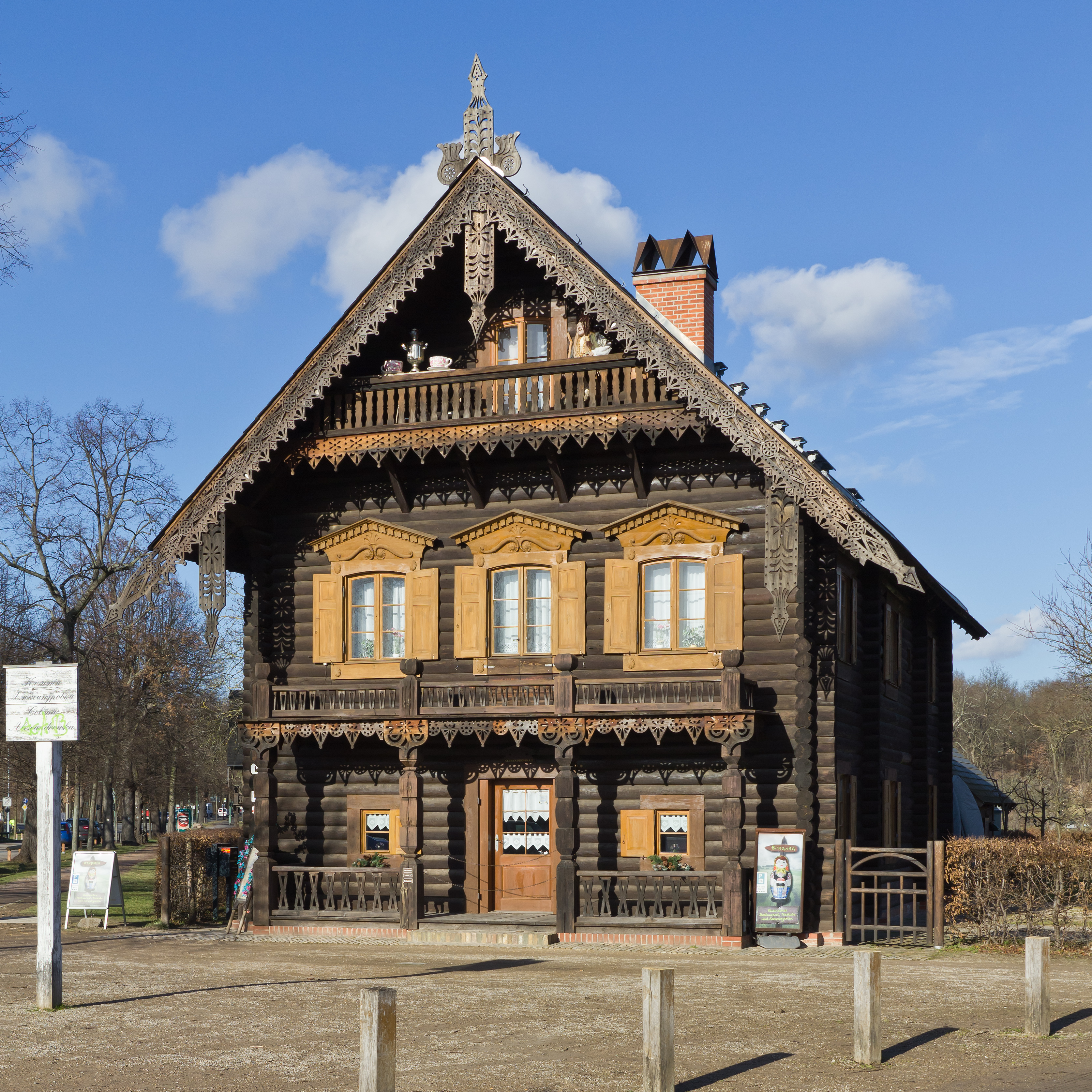
Alexandrowka
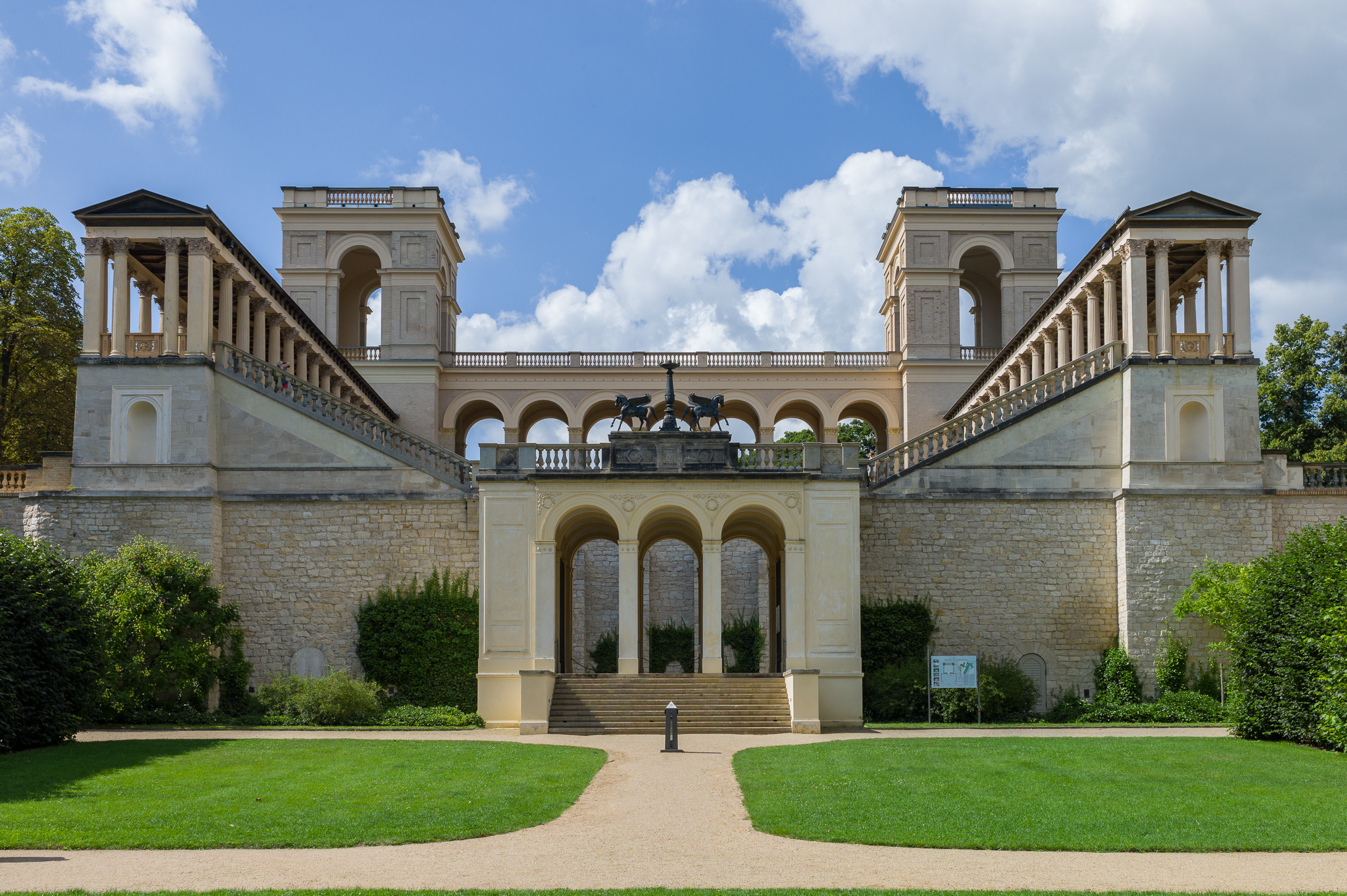
Belvedere auf dem Pfingstberg

- Neuer Garten mit dem Marmorpalais und dem Schloss Cecilienhof, bekannt als Schauplatz der Verhandlungen zum Potsdamer Abkommen.
- Meierei-Gaststätte, die nach Jahrzehnten der Sperrung 2003 mit einer Schaubrauerei wiedereröffnet wurde.
- Alexandrowka, eine russische Kolonie mit charakteristischen Holzhäusern.
- Alexander-Newski-Gedächtniskirche, ein architektonisches Denkmal russischer Baukunst.
- Belvedere auf dem Pfingstberg, ein restauriertes Aussichtsschloss mit weitem Blick über Potsdam und bis nach Berlin.
- Villa Quandt, mit dem Theodor-Fontane-Archiv.
- Gefängnis Leistikowstraße, Untersuchungshaftanstalt des Geheimdienstes der sowjetischen Militärspionageabwehr in der SBZ bzw. DDR.
- Meierei im Neuen Garten, mit Schaubrauerei.
- Jüdischer Friedhof, 1743 unter Friedrich II. angelegt.
- Friedhof der Russisch-orthodoxen Gemeinde Potsdam, 2007 angelegt.
- Lepsiushaus, Forschungs- und Begegnungsstätte sowie Ausstellung zum Leben und Wirken von Johannes Lepsius und dem Schicksal der Armenier im Osmanischen Reich.
- Villa Henckel sowie die Bertinistraße  mit der Grenzübergangsstelle für den Schiffsverkehr zwischen der DDR und West-Berlin, der Villa Gutmann und der Villa Jacobs.

## Jägervorstadt

### Lage und Struktur
Die Jägervorstadt mit dem namensgebenden Jägertor liegt unmittelbar zwischen der barocken Potsdamer Innenstadt und dem Park Sanssouci. In diesem Teil befindet sich auch der Volkspark Potsdam, der für die 2001 hier durchgeführte Bundesgartenschau auf einem ehemaligen Militärgelände angelegt wurde. Die historische Anlage der Weinbergterrassen direkt am Schloss Sanssouci mit ihrer leicht ansteigenden Lage gilt als der schönste Aussichtspunkt auf die Stadt und bildet Sichtachsen zum Park Babelsberg und zur Neustädter Havelbucht.
Mit dem Amtsgericht Potsdam in der Hegelallee sowie dem nahegelegenen Justizzentrum an der Jägerallee beherbergt die Jägervorstadt zentrale Einrichtungen der brandenburgischen Justiz.

### Geschichte und Architektur
In diesem Quartie befand sich die kurfürstliche Fasanerie, die in dem Plan von Johann Gregor Memhardt aus dem Jahr 1672 bereits eingezeichnet war. Diese Fasanerie wurde später als Jägerhof genutzt und 1765 zu einer Seidenfabrik umgebaut. Ab 1826 ersetzte Karl Friedrich Schinkel den abgerissenen Bau durch eine Unteroffiziersschule.
Um die Mitte des 19. Jahrhunderts begann eine rege Bautätigkeit. Die hier befindlichen Gärten und 12 Gebäude wurden vornehmlich durch Villen und Kasernen ersetzt.

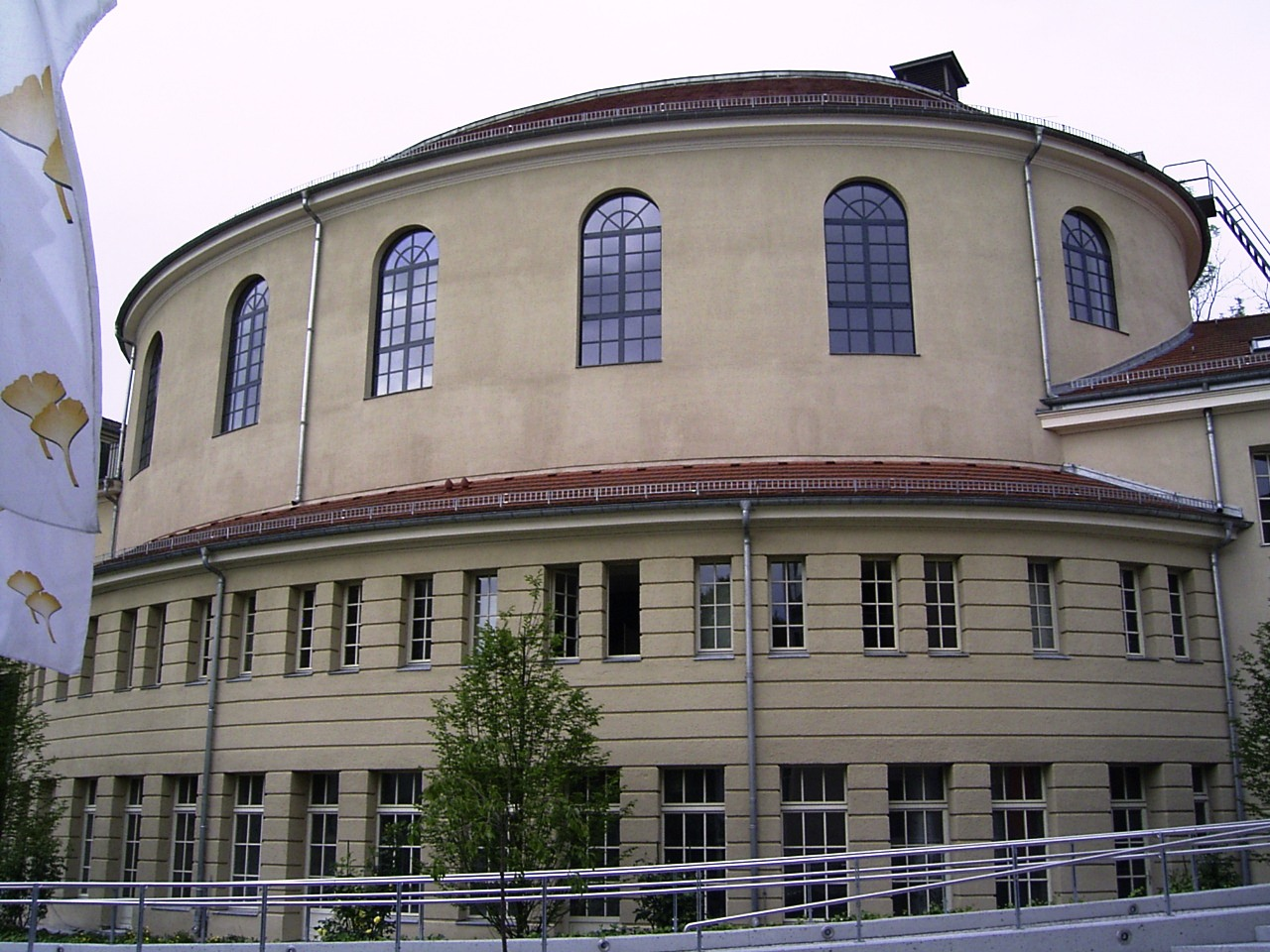
Werner-Alfred-Bad

Die hier vorherrschende Bebauung reicht vom vorstädtischen Landhaus über die freistehende Villa bis zum gründerzeitlichen Mietshaus und Verwaltungsgebäude (wie das heutige Landgericht), aber es sind auch herrschaftliche Villen mit mittleren Parkanlagen zu finden.
Sehr prägend in diesem Stadtteil sind die großen historistischen Verwaltungsbauten und militärischen Anlagen wie die preußische Garde-Ulanen-Kaserne und die ehemalige Unteroffiziersschule in der Jägerallee, sowie das ehemalige Werner-Alfred-Bad (errichtet 1913 durch den Berliner Architekten Paul Otto August Baumgarten), das historische Amtsgericht Potsdam in der Hegelallee, in der sich auch das Jägertor befindet. In der Hegelallee (ehemals Lindenstraße) befindet sich eine Promenade, die im 19. Jahrhundert angelegt und nach 1990 umfassend erneuert wurde. Sie folgt dem Verlauf der ehemaligen Stadtmauer und verbindet das Brandenburger Tor über das Jägertor mit dem Nauener Tor. Das Justizzentrum in der Jägerallee ist nach Entwürfen von Karl Friedrich Schinkel gestaltet worden.

## Berliner Vorstadt

### Lage und Struktur
Die als Denkmal geschützte Berliner Vorstadt liegt zwischen Jungfern-, Tiefem und Heiligem See in der unmittelbaren Nähe zur historischen Parkanlage des Neuen Gartens und zur Stadtmitte. Sie ist eines der bevorzugten Wohngebiete Potsdams und grenzt an Berlin-Wannsee. Die stadtseitige Begrenzung bildet das Berliner Tor, von dem allerdings nur noch ein Flügelbau steht.
In der Berliner Vorstadt verläuft die Tramlinie 93 sowie die Berliner Buslinien 316 und N16.
Der Standort Schiffbauergasse beherbergt zahlreiche kulturelle Einrichtungen der Stadt, darunter das Hans Otto Theater, das Waschhaus und die Fabrik Potsdam, die unmittelbar am Tiefen See gelegen ist.
Aber auch Ansiedelungen wie das Auto-Designzentrum von Volkswagen, das Potsdamer Klinikum „Ernst von Bergmann“, die Hochschulambulanz HMU Health and Medical University, Bundesbehörden oder Einrichtungen eines deutschen Telekommunikationsunternehmens sind beiderseits der Berliner Straße zu finden. Die Glienicker Brücke – Eingang zur Berliner Vorstadt – verbindet Berlin mit Potsdam. Von dort führen weitläufig auch Wander- und Fahrradwege in Richtung Cecilienhof, zur Gotischen Bibliothek sowie zum Ufer des Tiefen Sees. Der Stadtteil Babelsberg ist durch die Humboldtbrücke erreichbar.

### Geschichte und Architektur

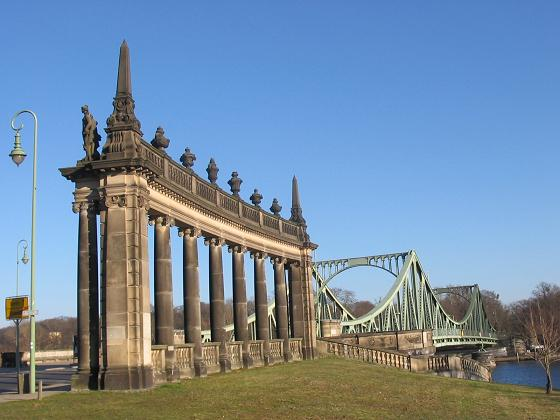
Blick auf die Glienicker Brücke von der Potsdamer Berliner Vorstadt

Sie ist überwiegend durch herrschaftliche Villen und ausgedehnte Gärten geprägt, in denen sich von 1945 bis 1991 auch die französische und englische Militärmissionen befanden. Es gibt aber auch Ein- und Zweifamilienhäuser sowie aufwendige Mehrgeschosswohnungsbauten der Gründerzeit und aus dem Anfang des 20. Jahrhunderts. In den dortigen Villen haben u. a. Nadja Auermann, Ulrich Meyer und Günther Jauch ihr Domizil. Den Übergang der Berliner Vorstadt Potsdams in den Berliner Stadtbezirk Wannsee bildet die Glienicker Brücke. Erschlossen wurde das Gebiet zwischen Tiefem und dem Heiligen See erst in der Zweiten Hälfte des 19. Jahrhunderts, nachdem sich dort Gewerbe angesiedelt hatte.
Die Berliner Vorstadt war Standort der Leibgarde-Husaren-Kaserne, die Karl Friedrich Schinkel und Ludwig Persius im Auftrag von Friedrich Wilhelm III. zwischen 1839 und 1843 errichteten, da von hier die Übungsplätze Bornstedter Feld und Döberitzer Heide gut erreichbar waren. Entworfen wurde das neue Theatergebäude vom Kölner Architekten Gottfried Böhm.
Die 1997 von der Groth Gruppe errichtete Wohnanlage Potsdamer Arkadien liegt am Glienicker Horn in der Berliner Vorstadt Potsdams, direkt an der Havel. Sie umfasst 43 Eigentumswohnungen in architektonisch anspruchsvollen Stadtvillen, eingebettet in das historische Ensemble um die Villa Kampffmeyer. Die Gestaltung orientiert sich an den Berliner Vorstadthäusern des 19. Jahrhunderts. Die Lage ist Teil des UNESCO-Welterbes und verbindet Natur, Kultur und Geschichte. Als abgeschlossene Wohnanlage mit Zugangskontrollen und Sicherheitsdienst gilt sie als Beispiel einer Gated Community, was insbesondere angesichts der offenen Potsdamer Parklandschaft auf öffentliche Kritik stieß.
Die Stadtverordnetenversammlung Potsdam hat am 4. Mai 2005 eine Satzung zum Schutz des Denkmalbereichs der gesamten Berliner Vorstadt (Denkmalbereichssatzung Berliner Vorstadt) beschlossen und damit dieses gesamte Vorstadtensemble unter Baudenkmalschutz gestellt.

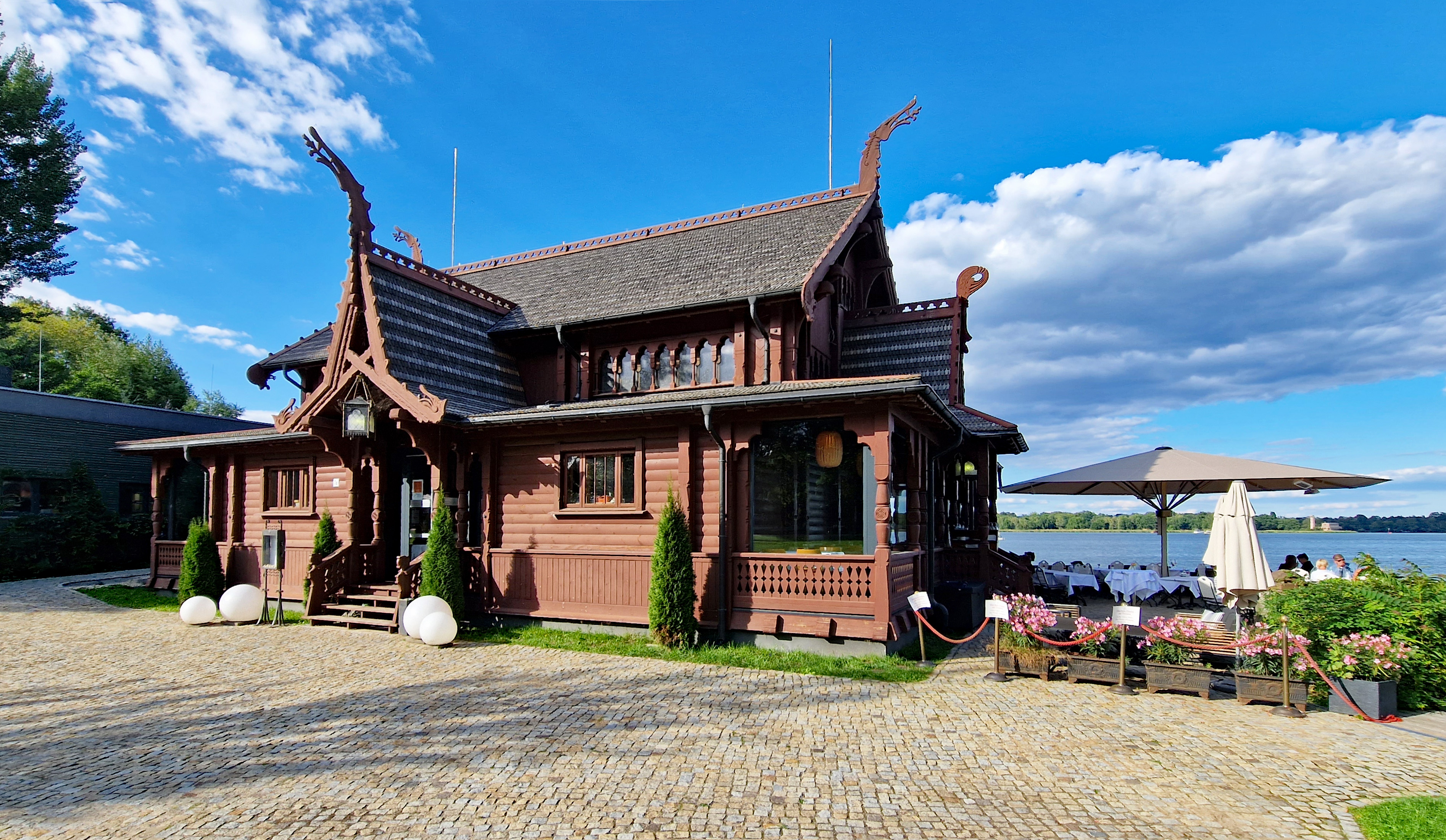
Potsdam Matrosenstation-Empfangsgebäude 2022

### Sehenswürdigkeiten (Auswahl)
- Villa Schöningen, seit 2009 Freiheitsmuseum Villa Schöningen.
- Villa Kampffmeyer, seit 2012 im Privatbesitz.
- Villa Kellermann, seit 2025 als Restaurant Höfts geführt.
- Villa Metz, seit 2017 Potsdamer Repräsentanz der Hasso-Plattner-Stiftung
- Matrosenstation Kongsnæs, seit 2009 im Besitz von Michael Linckersdorff mit Hafenanlage, Restaurant und Wohnhäusern

## Rezeption in der Kunst

### Filme

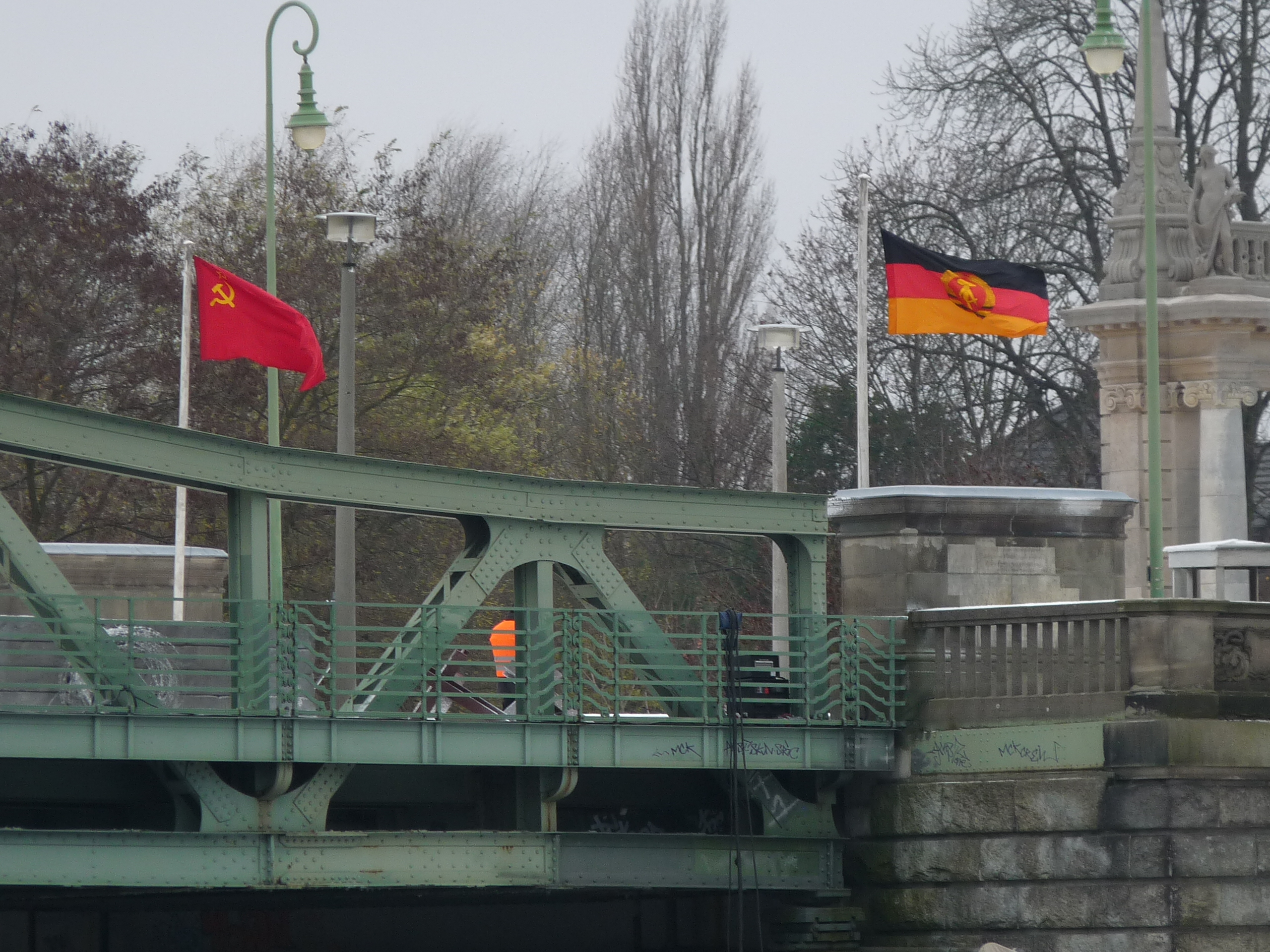
Glienicker Brücke Foto 2014

Bridge of Spies (USA 2015) - Im mehrfach ausgezeichneten historischen Thriller Bridge of Spies von Steven Spielberg spielt die Glienicker Brücke in Potsdam eine zentrale Rolle als Originalschauplatz des Agentenaustauschs während des Kalten Krieges. Die ikonische Brücke, die einst Ost und West verband, wurde im September 2014 für eine für eine Woche vollständig gesperrt, wodurch die filmische Rekonstruktion der Ereignisse vom 10. Februar 1962 – dem Austausch von Francis Gary Powers gegen Rudolf Abel – mit größtmöglicher Authentizität umgesetzt werden konnte. Die Produktion erfolgte in enger Zusammenarbeit mit Studio Babelsberg, dem ältesten Großfilmstudio der Welt.
Das Belvedere auf dem Pfingstberg diente gleich für mehrere Filme als Filmkulisse:
- Der Prinz im Bärenfell (D 2015): Ein Märchenfilm der ARD-Reihe Sechs auf einen Streich.
- SOKO Potsdam: Die ZDF-Krimiserie nutzte das Belvedere mehrfach als Drehort, unter anderem in der Folge Das siebte Haus (Staffel 5, Folge 9).[27]